# Кашмир
Кашмир је регион који се налази на граничном појасу Индије, Пакистана и Кине. Заузима планинске терене североисточног дела Каракорума, Кашмирске долине, као и у долини река Инда и Ченаба, који се налазе у западном делу Хималајског масива.
Данас је регион подељен на три дела:
- пакистански, у коме се налази северозападни део (Азад Кашмир и Гилгит-Балтистан)
- индијски, у коме се налази средњи и јужни део (Џаму и Кашмир)
- кинески, у коме се налази североисточни део

Званично, Индија никада није потврдила поделу Кашмира, док пакистанска страна признаје Кашмир за спорну територију.
Кашмирска долина заузима око 7200 km² површине и налази се на 1700 метара надморске висине.

## Историја поделе
У јануару 1947. године, Индија је добила независност од Британске империје. Под очитим притиском Муслиманске лиге одлучено је да се створи не једна већ две државе: Индија и Пакистан. Када су одређене оквирне границе одлучено је да неке полу-аутономне области могу саме да одлуче о својој судбини.
Најдуже су одлучивале 3 кнежевине међу које спада и Кашмир. У Кашмиру је владар био хиндуиста, а већина становништва су били муслимани. Владар Кашмира је одуговлачио са одлуком, вероватно се надајући да ће да добије независност или барем аутономију. Када су северну границу Кашмира прешла наоружана муслиманска племена, махараџа је то назвао инвазијом и замолио Индију за помоћ. Неколико дана касније када је потписан документ о прикључењу Кашмира Индији, а индијска војска је дошла на територију Кашмира. Пакистан је протестовао против тога и до данас није признао Кашмир за део Индије.
Године 1948. установљена је линија прекида ватре која је поделила Кашмир на северну, пакистанску, и јужну, индијску половину.
Године 1962, у сукоб се умешала трећа држава, Кина. Она је ушла у оружани сукоб са Индијом, познат под именом Кинеско-индијски рат. Последица овог рата је окупација региона Аксаи од стране Кине.
Између 1965. и 1971. настали су нови индијско-пакистански конфликти. За време тих конфликата Индија је извојевала значајну победу на истоку Пакистана, тј. на терену данашњег Бангладеша. У Кашмиру је рат трајао све до 1972. године, када је Индија вратила Пакистану одузете територије.
Сада овај сукоб има већи значај јер су обе државе постале нуклеарне силе.